# Annihalli, Kolar
Annihalli là một làng thuộc tehsil Kolar, huyện Kolar, bang Karnataka, Ấn Độ.